# Corinne Bonafoux
Corinne Bonafoux est une historienne française, maître de conférences à l’Université Savoie-Mont-Blanc. Son champ principal de recherche porte sur l'histoire politique et religieuse du catholicisme français dans la première moitié du XXe siècle. Elle est une spécialiste reconnue de l'histoire de la droite catholique.

## Biographie
Agrégée d’histoire, elle a soutenu sa thèse sur l’histoire de la Fédération nationale catholique et la figure du général Édouard de Castelnau à l’Institut d’études politiques de Paris en 1999, sous la direction de Serge Berstein et la présidence de René Rémond. Maître de conférences à l’Université de Savoie (devenue l’Université Savoie Mont Blanc en 2014) depuis 1999, détachée à l’IFE de 2006 à 2012, elle y a dirigé l’équipe "Enjeux contemporains de l’enseignement de l’histoire-géographie". Depuis 2007, elle est responsable de la formation "Enseigner la Shoah : historiographies et contextes" en partenariat avec Yad Vashem. Elle est également membre de l’AFHRC, l’Association française d'histoire religieuse contemporaine, de Memorha.

## Publications
(Liste non exhaustive)

### Ouvrages
- Mémoires et enjeux du "moment 68" dans le catholicisme français (1968-2018), Textes réunis et édités par Corinne Bonafoux et Sabine Rousseau, Presses universitaires Savoie Mont Blanc, 2021
- Survie des juifs en Europe. Persécutés, sauveteurs, Justes (codirection avec Olivier Vallade), Lyon, Ed. Libel, 2019.
- À La droite de Dieu, La Fédération nationale catholique, 1924-1944. Fayard, août 2004.
- Mémoires et histoire à l’École de la République (en collaboration avec Benoît Falaize et Laurence de Cock), Armand Colin, 2007
- Autour du fait religieux, nouvelles approches en histoire contemporaine, Bonafoux, Brejon de Lavergnée (dir.), Beauchesne, 2013.

### Articles et contributions
2004-2013
- « Le P. Lhande (1877-1957) : pionnier de la prédication radiophonique » in Revue des sciences religieuses, Prédication et prédicateurs XIXe – XXe siècles, juillet 2004, p. 401-416.
- « Identité et culture. L’identité des écrivains catholiques, une question pertinente pour l’historien ? », Identita ed appartenenza nella storia del cristianesimo. Milan, biblioteca francescana, 2005, p. 341-355.
- « Los catolicos franceses ante el cine : ensayo de una historia del publico catolico », Montero Julio, Rodriguez Araceli, El cine cambia la historia, Madrid, Ed Rialp, 2005, p. 211-246.
- « Patriotismo y nacionalismo : una guerra de vocabulario entre catolicos », Jaume Aurell, Pablo Perez Lopez, Catolicos entre dos guerras, la historia de España en los años 20 y 30, Madrid, Biblioteca nueva, 2006 p. 105-123
- « Unité ou diversité de la culture politique catholique dans l’entre-deux-guerres » Un Professeur en République, Mélanges en l’honneur de Serge Berstein, Fayard, 2006, p. 165-173.
- « Guerres, paix et conflits, représentations et engagements des Semaines sociales » colloque international d’histoire Les Semaines sociales de France 1904-2004, Université Jean-Moulin, Lyon 3, 13-16 octobre 2004 J-D Durand (dir.) Les Semaines sociales de France 1904-2004, Parole et silence, 2006, p. 319-337.
- « Mobilisations mémorielles dans les combats des catholiques français durant l’entre-deux-guerres », Revue (Fribourg) Colloque international pour le centenaire de la  Revue suisse d’histoire religieuse et culturelle, avril, 2006.
- « Jules Barbey d’Aurevilly : un critique catholique ? » colloque international organisé par le CIERL, 12-14 octobre 2006, Bruxelles, La Croix et la bannière, l’écrivain catholique en francophonie, Eds de l’université de Bruxelles, 2007 Alain Dierkens, Gugelot Frédéric, Preyat Fabrice, Vanderpelen –Diagre Cécile (éditeurs).
- « L’usage politique des églises : contestations, occupations, évacuations » in Les Lieux de culte en France 1905-2008, publication des Actes du colloque Construction et gestion des édifices cultuels en France, 1905-2006 tenu à l’Université de Savoie le 17 novembre 2006 et à Paris 13 les 16 et 17 jvr 2007. Letouzey & Ané 2008 p. 309-323.
- Contribution au Dictionnaire de La France Libre, sous la direction de Jean-François Muracciole, Laffont, coll. « Bouquins », 2010
- « Trois figures catholiques dans la Révolution nationale entre adhésion et réticences » in Philippe Souleau et Jean-Pierre Koscielniak, (dir.) Vichy en Aquitaine, 1940-1944, Éditions de l’Atelier, 2011.
- « Les corporatistes catholiques de l’entre-deux-guerres, continuateurs de la Tour du Pin ? » in Le corporatisme dans l’aire francophone au XXe siècle, (Olivier dard dir.), Peter Lang, 2011.
- « Les catholiques français devant le cinéma entre désir et impuissance », CIER, n° spécial 2012, Monothéismes et cinéma, http://cerri.revues.org/1080
- « Un conservatisme modéré ? Le cas de la fédération nationale catholique » Les Chrétiens modérés en France et en Europe, 1870-1960, Jacques Prévotat, Jean-Vavasseur Desperriers (dir.), Ed du Septentrion, 2013.

2015-2021
- « Henry Bordeaux, « une voix du catholicisme nationaliste à l’Académie française », Dominique Avon et alii (dir.) Le cardinale Grente, 1872-1959, Homme de lettres et prince de l’Église, Presses universitaires de Renne, 2021, p. 95-105.
- « Le catholicisme, ennemi de la modernité, une ligne de force de l'historiographie ? », Giuseppe Battelli (dir.) La Ricerca storica internazionale sul cattolicesimo romano tra Cinquecento e Novecento. Per uno stato dell'arte, Cristianesimo nella storia, Bologna, Il Mulino, 2017, p. 399-419.
- « L'historiographie de Vichy, une valse à trois temps », Clément Benelbaz, Charles Froger, Sébastien Platon et Bruno Berthier, (dir.), L’œuvre législative de Vichy, d'hier et d'aujourd'hui, rupture(s) et continuité(s), Paris, Dalloz, 2017, p. 5-16.
- « La défaite devant l’opinion catholique 1940-2010 », Gilles Vergnon & Yves Santamaria, Le syndrome de 1940, un trou noir mémoriel, Paris, Riveneuve Ed. 2015, p.63-86.
- « Les Justes dans le clergé de Haute-Savoie », La Frontière entre la Haute-Savoie et Genève (1939-1945), Echos saléviens, revue d’histoire régionale, 2015 no 22 p. 85-98.
- « Jean Guiraud au cœur du dispositif de défense de l’école catholique » Jacques-Olivier Boudon, De l’École française de Rome au journal La Croix, Jean Guiraud polémiste chrétien, École française de Rome, 2014, p. 363-378.
- « Le Père Lhande, jésuite-reporter de la banlieue », L’expertise urbaine dans le monde catholique francophone au XXe siècle, Chrétiens et sociétés, XVIe – XXIe siècles, 2014, no 21, p. 147-168.
- « L’enseignement des faits religieux : une question vive ? », Brigitte Caulier, Joël Molinaro, Enseigner les religions, regards et apports de l'histoire, Colloque international Université Laval 2013, Québec, Presses de l’Université Laval, 2014, p. 359-371.
- « La question des motivations, : étude de cas, les Justes dans le clergé haut-savoyard », Résistance de l’esprit et esprit de résistance, Échos saléviens, revue d’histoire régionale, 2014, no 21, p. 171-181.